# Affaire de Madiun

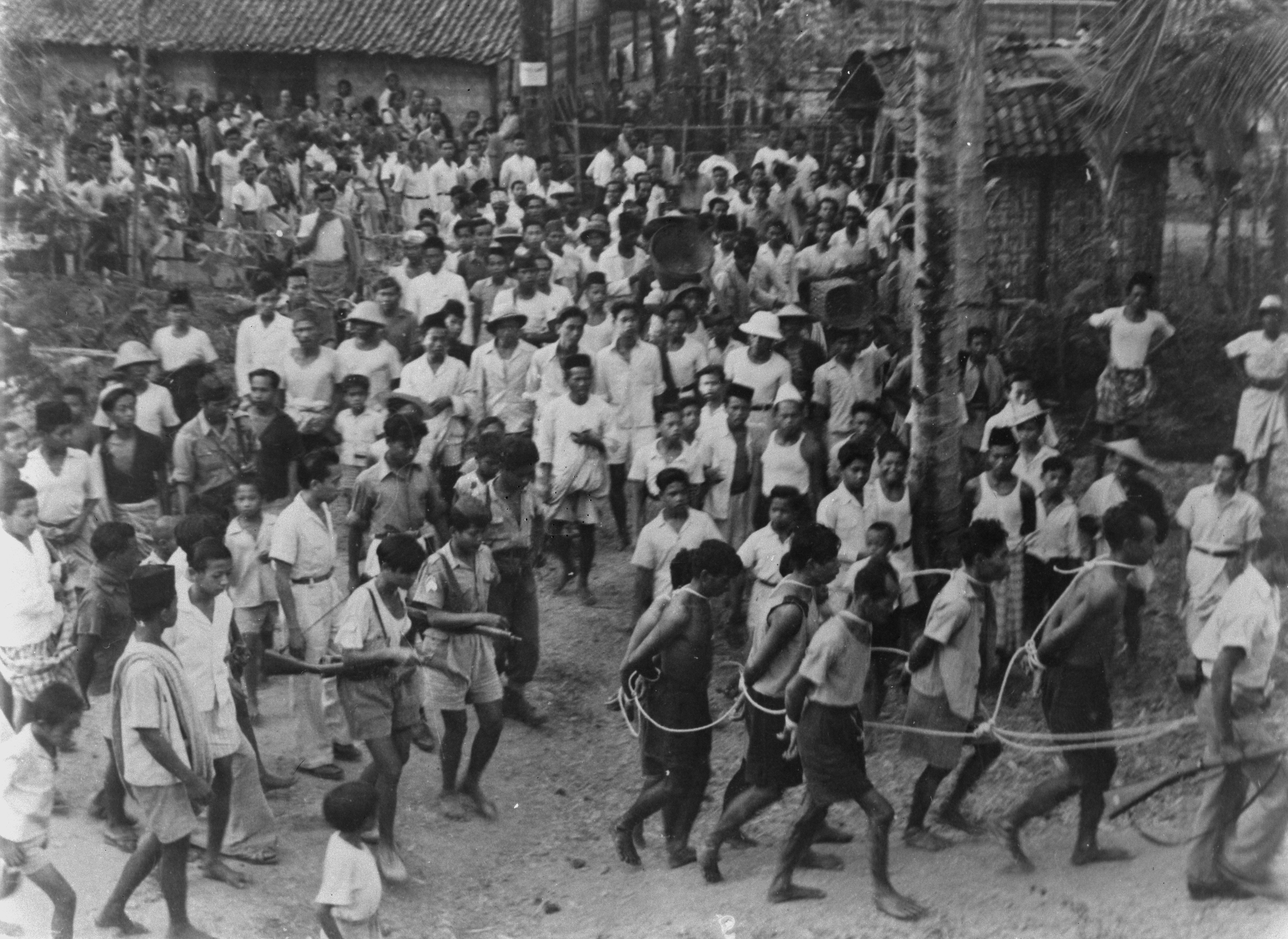
Groupe d'hommes indonésiens menottés avec des cordes et emmenés sous le regard de la population.

L'expression affaire de Madiun désigne un soulèvement du Parti communiste indonésien à Madiun, dans la province indonésienne de Java oriental, ainsi que les circonstances qui ont entouré ce soulèvement et sa répression. L'affaire se déroule de septembre à décembre 1948, dans le contexte de la révolution nationale indonésienne. Alors que le gouvernement indépendantiste indonésien vient de signer un cessez-le-feu avec les colonisateurs néerlandais, les communistes indonésiens s'opposent à l'accord. L'armée indonésienne accuse Musso, chef du Parti communiste indonésien (PKI), d'avoir proclamé une « république soviétique d'Indonésie » le 18 septembre 1948 à Madiun, avec le soutien de l'ancien premier ministre Amir Sjarifuddin. Le soulèvement est finalement maté par la division Siliwangi, une unité d'élite loyale au gouvernement.
Cette affaire a fait l'objet d'explications controversées, depuis la thèse d'une provocation des États-Unis visant à l'élimination du PKI par les forces de droite indonésiennes, jusqu'à un complot fomenté par l'URSS. 
Le régime de Soeharto appelait cet événement « la rébellion du Parti communiste » (pemberontakan PKI).

## Contexte
Le Parti communiste indonésien (PKI) créé en 1920, s'oppose pendant plusieurs années au colonialisme batave. Interdit en 1927, il est de nouveau autorisé en 1945 lors de l'avènement au pouvoir de Soekarno à l'occasion de la Proclamation de l'indépendance. Alors que les Pays-Bas tentent de reprendre leur emprise coloniale sur le pays après l'accord de Linggarjati, les autorités en place préfèrent tenter une négociation, sous l'égide des États-Unis, plutôt que de continuer la guérilla. La coalition du Front de gauche (Sayap Kiri (id)), qui gouvernait depuis 1946 dans les gouvernements successifs des premiers ministres Sutan Sjahrir puis Amir Sjariffudin, formés par le vice-président Mohammad Hatta, se retrouve en minorité avec la formation d'un nouveau gouvernement par celui-ci en janvier 1948. Alors que le PKI est, par choix, faiblement représenté au sein de la coalition gouvernementale du Front de gauche, et peu organisé, il noyaute dans le même temps tous les organismes importants du Front de gauche, dont le syndicat SOBSI. Dans un premier temps il se montre favorable à la conclusion d'accords avec les Pays-Bas. Dans les forces politiques en présence, trois grandes tendances dominent la scène : le front de gauche, incluant le PKI fortement athée, et honni pour ces raisons par le puissant parti musulman Masyumi, avec en tampon, le Parti Nationaliste Indonésien (PNI), se réclamant d'un Soekarno qui lui se place au-dessus des champs politiques, mais qui via sa politique populiste (« Marheniste ») est plutôt proche du front de gauche. Le gouvernement pléthorique existant jusqu'aux débuts de 1948 reflète non seulement les idéologies mal affirmées des partis en présence, mais est aussi un subtil équilibre des pouvoirs personnels y cohabitant.
Sur le plan militaire, l'armée régulière (TNI), regroupe 350 000 hommes. Elle est dotée d'un double structure de commandement, civil et militaire. Elle coexiste avec les lasykar, des milices de 470 000 hommes théoriquement sous son contrôle, mais en réalité toutes aussi indépendantes que les différentes composantes de l'armée régulière, et comme elles plus habituées à négocier qu'à obéir,. 
L'accord du Renville, régissant les relations entre l'Indonésie et les Pays-Bas, est signé en janvier 1948 par le nouveau gouvernement Hatta, sous les bons offices des États-Unis, établissant un cessez-le-feu avec la puissance coloniale. Le PKI, affaibli par la nouvelle composition du gouvernement, s'oppose à la poursuite de cet accord, qui a fait l'objet de violations de la part des Pays-Bas. En janvier 1948, la position à tenir face à l'accord du Renville entraîne de profondes dissensions et revirements au sein du gouvernement. Le parti Masyumi se retire du gouvernement le 15 janvier, dénonçant le projet de signature de l'accord. Le PNI lui, reste au gouvernement, mais appelle à la démission du Premier ministre Amir le 18 janvier, le lendemain de la signature de l'accord. Affaibli, Amir démissionne le 23 janvier, et un nouveau gouvernement est formé, sous l'égide du Vice-Président. Le front de gauche jusqu'alors majoritaire est écarté du pouvoir. Le parti Masyumi fait volte-face et soutient l'accord de Renville.
À la suite de la mise en place de l'accord du Renville, et à l'abandon des deux tiers de son territoire, les tensions sociales augmentent. La partie centrale de Java accueille six millions de réfugiés, notamment les éléments de la division Siliwangi, qui, en vertu de l’accord doivent être transférés de Java occidental vers les zones sous juridiction républicaine à Java central et Java oriental et dont l’essentiel des 35 000 soldats seront stationnés autour de Solo et Jogjakarta et 4000 à Madiun. Cela pose des problèmes économiques et logistiques. Certains salaires ne sont plus payés, conduisant à des débrayages ou des grèves. Les accrochages entre groupes ethniques se multiplient, et se traduisent notamment le meurtre de 240 musulmans par des membres du PKI.
Les Hollandais ne respectent pas l'accord du Renville, et Amir se sent trahi par les Américains, qui les soutiennent en place de la neutralité attendue. Par ailleurs, les Hollandais tendent à propager l'idée que la révolution indonésienne est une entreprise pilotée par les communistes. 
Selon le journaliste Roger Vailland, le 21 juillet 1948, a lieu la rencontre de Sarangan, à laquelle assistent Merle Cochran, délégué des États-Unis à la commission des Bons office de l'ONU, Gerald Hopkins (conseiller aux affaires étrangères du Président Truman) et les dirigeants indonésiens Soekarno, Hatta, Natsir, Sukiman, Sukamto et Mohammad Rum. Au cours de cette rencontre, les deux américains proposent d'intercéder auprès de l'ONU afin d'évincer les Pays-Bas d'Indonésie, et d'assurer l'indépendance à cette dernière. Ils soumettent cette proposition à deux conditions : la rupture des relations avec Londres, et l'élimination de tous les « communisants » de l'armée. Selon une autre source citée par Flanagan, le Premier ministre Hatta aurait reçu 10 millions de dollars pour accepter la transaction. Après avoir hésité sur la seconde condition, les dirigeants auraient accepté le marché.Anderson fait également état d’une rencontre, le 17 septembre, entre Soekarno, Hatta et Cochran, au cours de laquelle auraient été évoquées les conditions du soutien américain au camp républicain, notamment l’absence de représentants communistes au gouvernement. 
Le 2 juillet, le Major-général Sutarto, commandant du Pertempuran Panembahan Senopati qui n'est autre que l’ancienne 4e division Senopati, est abattu dans la ville de Solo et meurt peu après. Le 7 septembre, cinq officiers appartenant au PKI disparaissent à Solo. Le 9 septembre, c'est le cas de deux autres. Deux jours plus tard, le commandement de l'armée à Solo émet un ultimatum, et promet d'attaquer le gouvernement si les officiers manquants n'ont pas réintégré pas leur camp le 13 septembre à 14 heures. À la fin de la période d'ultimatum, l'ALRI détruit le camp des unités de Siliwangi, forces pro-mulsulmanes menées par Abdul Haris Nasution.

## Déroulement
Selon Soemarsono, à la suite de l’enlèvement, à Madiun, de trois responsables syndicaux par des troupes non-identifiées, pasukan gelap, et compte tenu des précédents événements de Solo, Soemarsono rencontre à Kediri, deux ou trois jours avant le 19 septembre, Musso et Amir pour évoquer la situation à Madiun, ils concluent qu’il faut agir et désarmer les militaires incriminés.De retour à Madiun, des éléments de l'armée régulière (TNI), constitués d'anciens membres des Pesindo procèdent au désarmement prévu, à ce moment, selon Soemarsono, il n’y a que cinq victimes, dont deux morts dans les rangs des troupes de gauche. 
Le 18 septembre à une heure du matin, le Major-Général Soemarsono, qui occupe officiellement divers postes, au sein de l’État et dans diverses organisations politiques et syndicales, quitte Solo et lance alors une offensive contre Madiun, située à une heure de route, pour des motifs controversés. À 10 heures du matin, il annonce à la radio la prise de la ville par un « Gouvernement de Front national pour la région de Madiun ». D'autres combats ont lieu à Jogjakarta. Les membres du PKI, réunis dans cette ville, se rendent dans les deux autres centres de Solo et Madiun. Musso, un dirigeant exilé depuis 1927 en URSS, et rentré en Indonésie en mai, alors en tournée dans la région en compagnie de l’ancien Ministre de la Défense Amir, Hatta occupant ce poste depuis environ neuf mois, arrivent à Madiun au milieu de la nuit suivante, accompagnés de plusieurs autres communistes,.Soeharto est sur place, envoyé quelques jours auparavant par Sudirman, selon certains pour évaluer la situation, selon d’autres pour négocier avec les dirigeants de gauche et des lasykar.selon Soemarsono, tout est normal, ce dernier lui fait visiter la prison dans laquelle personne n'a été récemment incarcéré et les bureaux des instances gouvernementales,. Le 19 septembre aux alentours de 20 heures, Soekarno s'exprime à la radio. Sur la foi d'informations dont il ne donnera par la suite jamais l'origine, il dénonce un plan monté par le parti communiste en vue de renverser le gouvernement ; le leader nationaliste indonésien appelle le peuple à le soutenir pour « détruire » les rebelles et ajoute : « C'est moi ou Musso, choisissez ! ». 
Le 21 ou le 22, Musso réagit en accusant Soekarno et Hatta d'être les esclaves des Américains et des Japonais et appelle les forces de gauche à rallier le mouvement. Hatta ordonne alors à Nasution d'écraser les rassemblements de gauche à Madiun. Appelés d'urgence à Madiun, plusieurs membres du nouveau bureau politique du PKI et leur allié Amir décident d'organiser l'autodéfense. 
Après l'appel de Hatta, les milices musulmanes menées par Nasution pénètrent bientôt de toutes parts dans la ville de Madiun. Treize jours plus tard, la révolte est matée. Les combats dans Madiun font environ 8 000 morts.Sur proposition de Soemarsono, les forces communistes et de gauche, tentent de se replier en direction du Nord-ouest et sont, durant près de 3 mois et sur 300 km, harcelées dans leur retraite,. Soemarsono est lui-même capturé aux alentours de Klambu, au sud de Demak par les Hollandais qui occupent la zone. Musso est tué, aux alentours de Ponorogo, lors d’une fusillade, alors que, déguisé, il refuse d’être retenu lors d’un contrôle routier. La répression fait environ 4 000 morts supplémentaires dans les villes de Solo, Blora et d'autres localités classées à gauche ; près de 15 000 personnes sont emprisonnées. Amir est capturé et fusillé,.
Sur le plan politique, des représentants d'organisations de gauche (Sobsi, BTI, Pesindo) qui siégeaient antérieurement aux événements de Madiun, notamment au parlement provincial de Yogyakarta, disparaissent de ces institutions.